# Cabo Byron

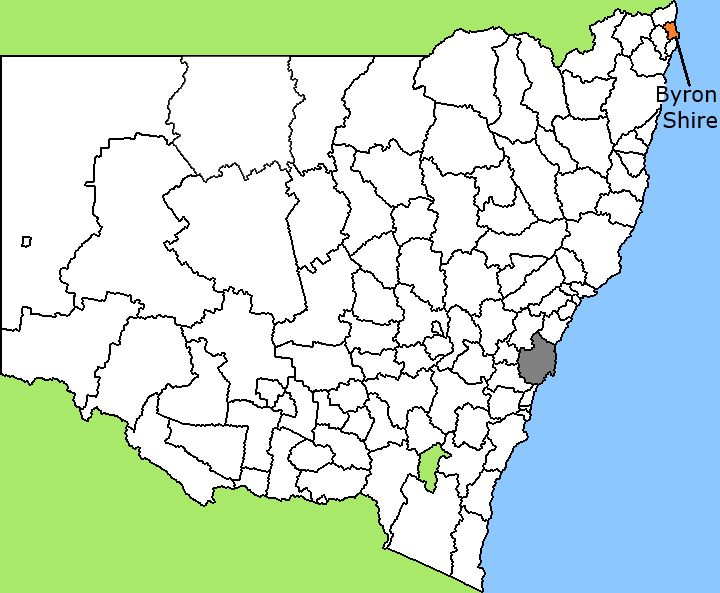
Mapa de localización

El cabo Byron es el punto más oriental del continente de Australia, ubicado en Nueva Gales del Sur. Está alrededor de 3 km (1,9 mi) al este de la ciudad de Byron Bay y se proyecta hacia el océano Pacífico a 28.6335° S, 153.6383° E. Un faro está situado allí. Es una zona popular para practicar senderismo y avistamiento de ballenas. Dos parques nacionales, uno un área de conservación y un parque marino, se encuentran en la bahía.

## Historia
El cabo fue nombrada por el explorador James Cook, cuando pasó por la zona el 15 de mayo de 1770, en honor al explorador británico John Byron, que dio la vuelta al mundo en el HMS <i id="mwHA">Dolphin</i> desde 1764 hasta 1766.
El cabo es parte del Área de Conservación Estatal del Cabo Byron.

## Faro
Construido en 1901, el faro del cabo Byron es el último de los grandes faros de la época victoriana del siglo XIX administrados por el Servicio de Parques Nacionales y Vida Silvestre (NPWS por sus siglas en inglés). Está construido con bloques de hormigón y se encuentra en el punto más oriental del continente australiano.
|                     |
| Faro del cabo Byron |

|                                                                                         |
| Vista de la costa norte del Área de Conservación del Estado de Cabo Byron desde el faro |

## Sendero
El sendero para caminatas de cabo Byron serpentea a través del Área de Conservación Estatal. Los 3,7 kilómetros (2,3 mi) de circuito se pueden iniciar en cualquier punto con estacionamiento disponible en Captain Cook Lookout, Palm Valley, Wategos Beach y Lighthouse.

## Parque marino

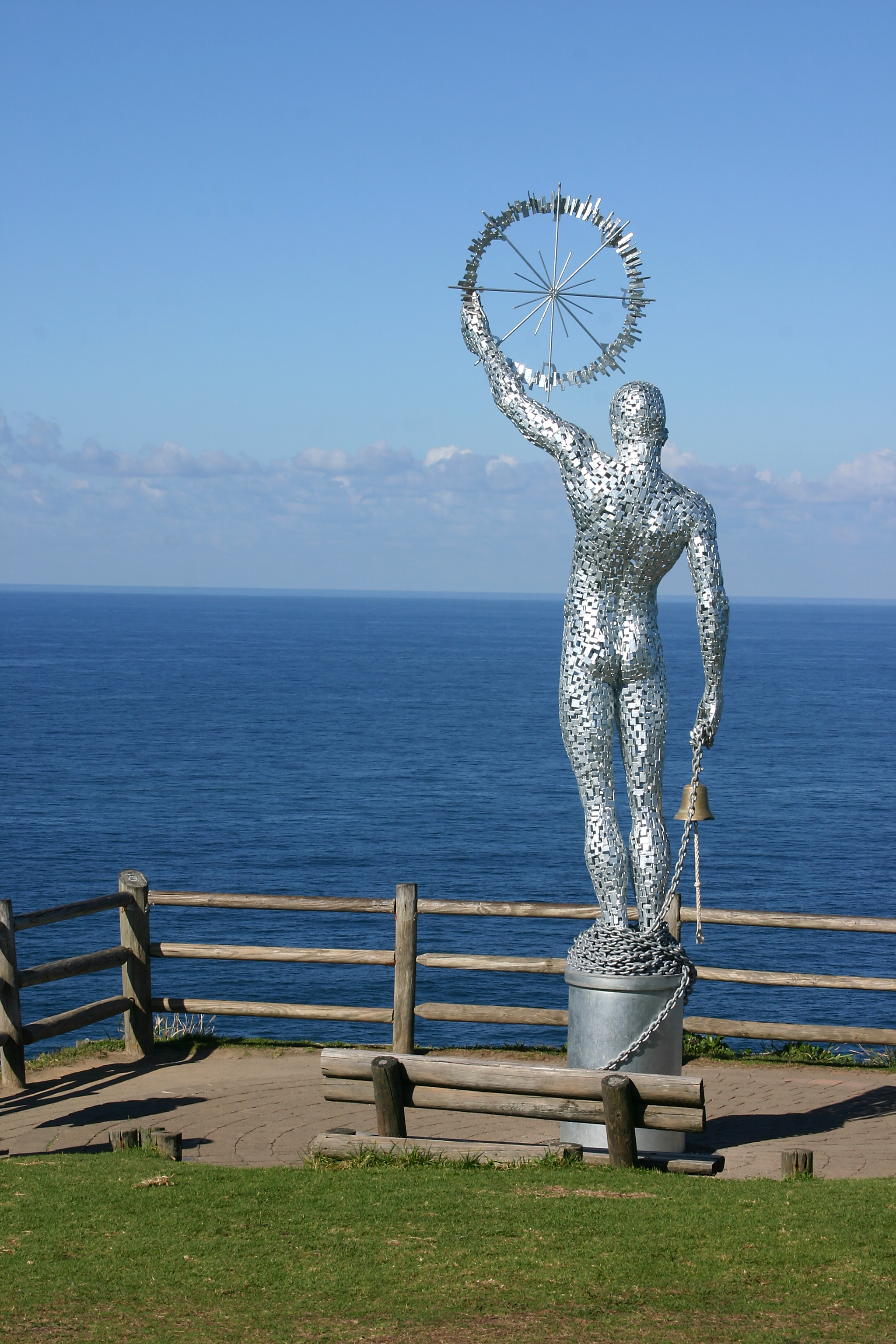
Estatua con vistas al cabo Byron

Cabo Byron es parte del Parque Marino Cabo Byron de 22.000 hectáreas, que se estableció en noviembre de 2002. El área también se destaca por su vida silvestre, con la industria de observación de ballenas, un contribuyente significativo a la economía local.
El Parque Marino Cabo Byron es un parque marino de usos múltiples que incluye áreas protegidas donde la pesca y la recolección están prohibidas, y áreas de uso general que apoyan la pesca comercial y recreativa. Se extiende desde el río Brunswick hasta Lennox Head, y desde la pleamar media hasta tres millas náuticas desde la costa o las islas. Incluye las aguas de las mareas del río Brunswick, los arroyos Belongil y Tallow. Por lo general, se pueden ver ballenas migratorias nadando más allá del Cabo.